# Taji Bugha Barles
Taji Bugha Barles fou un amir mongol de la tribu turquitzada dels Barles, que va servir a Tamerlà.
Era germa de l'amir Lal o Lala que el 1387 fou governador de Samarcanda i Transoxiana. En aquest any Taji es trobava a Bukharà quan es va produir el atac de forces enviades per Toktamish. Taji Bugha Barles, Atilmish i els germans Yetlik Kutxin i Derbi Kutxin van fortificar les muralles de la ciutat per defensar-la; van aconseguir refusar diversos atacs enemics i finalment els atacants van retirar-se abandonant el setge i anant a saquejar altres llocs. Taji Bugha es esmentat participant a la campanya de l'Índia de Tamerlà
El seu fill Rustem Barles va estar directament al servei imperial des de 1396 quan Tamerlà va retornar a Samarcanda i el va cridar. El 1405, després de la mort de Tamerlà, i conegut el testament del difunt, els amirs Berendak (Burunduk), Rustem Taji Bugha i altres es van dirigir a Samarcanda amb pocs soldats, amb la idea de fer reconèixer la voluntat del difunt. Van travessar el riu Sihun amb un pont que després van destruir i van acampar a Atxik Ferkint. Khalil Sultan i els seus, no obstant, van reconstruir el pont i el va creuar amb l'exèrcit. Berendak i els que l'acompanyaven van arribar a Duabe. Alí van trobar a l'amir Jalal Baurji que anava a unir-se al partit de Khalil i el va informar de que el governador de Transoxiana, Arghun Shah, havia tancat les portes de Samarcanda. Berendak i els amirs van tornar a passar al partit de Khalil violant els seus juraments. El acord que havien signat pel qual reconeixien a Pir Muhammad ibn Jahangir (que era l'hereu designat per Tamerlà) fou declarat anul·lat i es va jurar fidelitat altre cop a Khalil, però l'amir Rustem Taji Bugha no va voler seguir aquest camí i se’n va anar a trobar-se amb els prínceps, les emperadrius i els amirs lleials que eren a Aliabad.
Un altre fill, Pir Muhammad va dirigir el 1400 el moviment militar contra el governador d'Andijan, príncep Iskandar, que s'havia enfrontat al seu germà i teòric superior Muhammad Sultan. Iskandar fou arrestat i entregat a Muhammad Sultan; estarà uns mesos a presó i jutjat en presència de Tamerlà se'n sortirà amb una pena de bastinat (cops als peus). Però el seu atabek (tutor) Bayan Timur ibn Bikijuk, fou executat per ordre de Muhammad Sultan, junt amb 26 servidors.